# Zoltán Kővágó
Zoltán Kővágó (Szolnok, 10 aprile 1979) è un discobolo ungherese, vincitore della medaglia d'argento ai Giochi olimpici di Atene 2004.
Nel 2012 ha subito una squalifica per doping durata due anni, fino al 5 luglio 2014.
Insieme alla squalifica sono stati annullati tutti i suoi risultati successivi all'11 agosto 2011.

## Biografia

### Gli inizi (1996-2001)
Il suo primo grande evento sportivo internazionale fu nel 1996 ai campionati mondiali juniores, dove si classificò 4º nella gara di lancio del disco.
Nel 1997, ai campionati europei juniores tenutisi quell'anno a Lubiana, conquistò la medaglia di bronzo.
L'anno seguente, ai campionati mondiali juniores riuscì a vincere il titolo grazie ad un lancio a 59,36 metri.
Nel 2000, alle Olimpiadi di Sydney, alla sua prima partecipazione olimpica, si fermò al turno di qualificazione concludendo la gara senza misura.
Poco prima dei campionati mondiali del 2001, riuscì a conquistare il titolo europeo under 23, ma giunto ai Campionati del Mondo di Edmonton concluse la sua gara al ventesimo posto con 58,42.

### Dagli europei di Monaco ai mondiali di Parigi (2002-2003)
Nel 2002, ai campionati europei di Monaco di Baviera riuscì a raggiungere per la prima volta una finale in una manifestazione a livello assoluto concludendo la sua gara in settima posizione.
Ai campionati mondiali di Parigi 2003, non è però riuscito a qualificarsi per la finale.

### L'argento olimpico (2004)
Poco prima dell'inizio delle Olimpiadi 2004, al meeting Weltklasse Zürich riuscì a raggiungere la misura di 68,93 metri arrivando così ad Atene come uno dei favoriti per la vittoria di una medaglia.
Il 23 agosto 2004, si qualificò alla finale olimpica con la dodicesima ed ultima misura utile a 61,91, solo 22 centimetri in più dello spagnolo Mario Pestano.
In finale al suo quarto tentativo, lanciò il disco ad una distanza di 67,04 metri. Grazie a questo lancio vinse la medaglia di bronzo olimpica dietro al lituano Virgilijus Alekna e al vincitore e connazionale Róbert Fazekas.
Poco dopo la fine della gara però, Fazekas tentò di aggirare un test antidoping cercando di cambiare il suo campione di urina con un altro e, in base alle norme del Comitato Olimpico Internazionale, fu squalificato.
In seguito a questa squalifica fu dichiarato campione olimpico Virgilijus Alekna e a Kővágó fu consegnata la medaglia d'argento.
Nel settembre, alla IAAF World Athletics Final, a Monaco, riuscì a classificarsi in seconda posizione.

### Dai mondiali di Helsinki a quelli di Osaka (2005-2007)

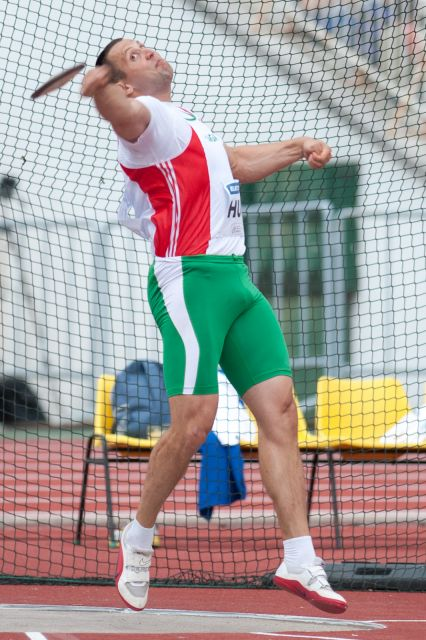
Zoltán Kővágó in Coppa Europa nel 2010.

Ai Mondiali di Helsinki, dopo essersi qualificato per la finale con la sesta misura a 64,30, in finale, non riuscì a ripetere la misura concludendo così in decima posizione con 62,94.
Nel settembre dello stesso anno partecipò alla IAAF World athletics final, raggiungendo il terzo posto con la misura di 65,65.
L'anno successivo, dopo una stagione di grande livello nel quale migliorò il proprio personale fino alla misura di 69,95 metri, non riuscì a classificarsi per la finale ai campionati europei di Goteborg.
Nel 2007, dopo una stagione outdoor molto regolare a buon livello si preparò a partecipare ai campionati mondiali di Ōsaka.
In qualificazione al secondo turno lanciò a 65,71, quinta miglior misura della sessione.
In finale non riuscì però a ripetersi fermandosi in nona posizione con un lancio a 63,04.
Sul finire della stagione partecipò ancora alla IAAF World athletics final, raggiungendo però solo la settima posizione.

### Dalle Olimpiadi di Pechino ai mondiali di Taegu (2008-2011)
Alle Olimpiadi di Pechino 2008, non riuscì a classificarsi per la finale fermandosi al ventesimo posto.
Sul finire della stagione partecipò, ancora una volta, alla World Athletics Final concludendo quarto con 65,11 metri.
L'anno successivo, il 15 agosto 2009, con il risultato di 65,17 si è classificato sesto ai Campionati del mondo in Berlino.
Ai campionati europei di Barcellona 2010 ancora una volta si è dovuto fermare al turno di qualificazione.
Nel 2011, dopo una stagione che lo aveva portato a lanciare fino a 69,50 metri, miglior misura mondiale dell'anno, ha preso parte ai campionati del mondo di Taegu come uno dei favoriti.
Sceso in pedana non è però riuscito a superare il turno di qualificazione lanciando solo a 62,16 metri e concludendo quindicesimo.
Proprio all'ultimo turno di lanci riuscì a gettare il suo disco nettamente oltre alla misura di qualificazione di 65,50, sfiorando i 68 metri, ma non riuscì a restare in pedana e il lancio risultò nullo.

### Dal bronzo europeo alla squalifica per doping (2012)
Il 29 giugno 2012 prende parte ai campionati europei di Helsinki nella gara di lancio del disco.
Dopo aver superato il turno di qualificazione, il giorno successivo partecipa alla finale dove conclude terzo con la misura 66,42 metri.
Il mese successivo, il 26 luglio, viene estromesso dalla rassegna olimpica dopo essersi rifiutato di sottoporsi ad un test antidoping.
La federazione ungherese ha anche deciso di squalificarlo due anni dalle competizioni.
Nel gennaio 2013 la federazione europea di atletica leggera decide di togliere a Kovago la medaglia di bronzo vinta agli europei ad Helsinki.
Tutti i suoi risultati ottenuti durante il 2012 sono stati annullati perdendo oltre al bronzo europeo anche il titolo nazionale.

### Il ritorno (2014-)
Terminata la squalifica di due anni per doping, torna alle gare l'8 luglio 2014 vincendo il meeting Gyulai István Memorial con un lancio a 64,72 metri.
Il 12 agosto prende parte ai campionati europei di Zurigo. In qualificazione conclude in quattordicesima posizione con la misura di 61,14 metri.

## Palmarès
| Anno | Manifestazione           | Sede           | Evento           | Risultato | Prestazione | Note          |
| ---- | ------------------------ | -------------- | ---------------- | --------- | ----------- | ------------- |
| 1996 | Mondiali juniores        | Sydney         | Lancio del disco | 4º        | 53,72 m     |               |
| 1997 | Europei juniores         | Lubiana        | Lancio del disco | Bronzo    | 52,90 m     |               |
| 1998 | Mondiali juniores        | Annecy         | Lancio del disco | Oro       | 59,36 m     |               |
| 1999 | Europei under 23         | Göteborg       | Lancio del disco | 6º        | 58,51 m     |               |
| 2001 | Europei under 23         | Amsterdam      | Lancio del disco | Oro       | 63,85 m     |               |
| 2001 | Mondiali                 | Edmonton       | Lancio del disco | 20º (q)   | 58,42 m     |               |
| 2002 | Europei                  | Monaco         | Lancio del disco | 7º        | 63,63 m     |               |
| 2003 | Mondiali                 | Parigi         | Lancio del disco | 19º (q)   | 61,31 m     |               |
| 2004 | Olimpiadi                | Atene          | Lancio del disco | Argento   | 67,04 m     |               |
| 2005 | Mondiali                 | Helsinki       | Lancio del disco | 10º       | 62,94 m     |               |
| 2007 | Mondiali                 | Osaka          | Lancio del disco | 9º        | 63,04 m     |               |
| 2007 | Giochi mondiali militari | Hyderabad      | Lancio del disco | Argento   | 64,38 m     |               |
| 2008 | Olimpiadi                | Pechino        | Lancio del disco | 21º (q)   | 60,79 m     |               |
| 2009 | Mondiali                 | Berlino        | Lancio del disco | 6º        | 65,17 m     |               |
| 2010 | Europei                  | Barcellona     | Lancio del disco | 21º (q)   | 59,04 m     |               |
| 2011 | Mondiali                 | Taegu          | Lancio del disco | dq        | dq          |               |
| 2012 | Europei                  | Helsinki       | Lancio del disco | dq        | dq          | [ 18 ] [ 20 ] |
| 2014 | Europei                  | Zurigo         | Lancio del disco | 14º (q)   | 61,14 m     |               |
| 2015 | Mondiali                 | Pechino        | Lancio del disco | 18º (q)   | 61,37 m     |               |
| 2015 | Giochi mondiali militari | Mungyeong      | Lancio del disco | Oro       | 66,01 m     |               |
| 2016 | Europei                  | Amsterdam      | Lancio del disco | 6º        | 64,66 m     |               |
| 2016 | Giochi olimpici          | Rio de Janeiro | Lancio del disco | 7º        | 64,50 m     |               |
| 2017 | Mondiali                 | Londra         | Lancio del disco | 22º (q)   | 59,46 m     |               |
| 2018 | Europei                  | Berlino        | Lancio del disco | 20º (q)   | 59,29 m     |               |

## Campionati nazionali
- 8 volte campione nazionale nel lancio del disco (2001, 2004/2005, 2008/2011, 2014)

## Riconoscimenti
- Atleta ungherese a livello giovanile del 1997.
- Atleta ungherese dell'anno 2004.